# Miguel De León
Miguel de León, właśc. Miguel Ángel De León López (ur. 22 lutego 1962 w Caracas) – wenezuelski aktor telewizyjny, teatralny i filmowy.

## Życiorys

### Wczesne lata
Urodził się w Caracas jako syn Teogenesa i Maríi del Carmen, imigrantów z Wysp Kanaryjskich, którzy przybyli do Wenezueli w latach 50. Nigdy nie marzył o byciu aktorem, ale podczas studiów na wydziale administracji biznesowej w Colegio Universitario de Caracas zaczął przejawiać zamiłowanie do aktorstwa. W 1982 r. podjął pięcioletnie studia aktorskie na Universitario de Teatro Macanillas pod kierunkiem Ricardo Acosty. Pracował w Radio Caracas Television. W 1988 r. uczęszczał na warsztaty aktorskie dla telewizji pod kierunkiem aktorki Amalii Pérez Díaz w Academia Nacional de Ciencias y Artes del Cine y la Televisión. Poza aktorstwem, Miguel studiował dwa semestry inżynierii, 4 lata i 2 semestry administracji antropologii.

### Kariera
W 1984 r. zadebiutował w teatrze w sztuce Tropic, w hołdzie dla kubańskiego mistrza poezji Nicolása Guilléna. W 1988 roku pojawił się na planie jednego z odcinków telenoweli RCTV Abigail z udziałem Fernando Carrillo. W 1989 r. zrealizował wenezuelską adaptację filmu Batman i Robin (Batman y Robin).
Później można go było zobaczyć w telenowelach Venevisión: Zemsta (La Revancha, 1989), Fabiola (1989), Śnię o Tobie (Sueño contigo, 1991) i María Celeste (1994).
W telenoweli RCTV Kassandra (1991-1992) wcielił się w rolę doktora Ernesto Rangela.

### Życie prywatne
W latach 1992–1997 był żonaty z Nubią Quilarte. 22 października 1997 r. ożenił się ponownie z wenezuelską aktorką Gabrielą Spanic (znaną w Polsce z wielu telenowel, m.in. Porywy serca, Emperatriz i Kobieta ze stali). Jednak 28 września 2003 r. doszło do rozwodu. W 2004 r. poślubił Jennifer Bracaglię, z którą ma córkę Isabellę i syna Stefano.

## Filmografia
| Rok  | Tytuł                                     | Wytwórnia       | Postać                  |
| ---- | ----------------------------------------- | --------------- | ----------------------- |
| 1988 | Abigail                                   | RCTV            | –                       |
| 1989 | Zemsta (La Revancha)                      | Venevisión      | Leonardo                |
| 1989 | Fabiola                                   | Venevisión      | Alejandro Fuentes       |
| 1990 | Urok namiętności (Caribe)                 | RCTV            | Luis Alfredo            |
| 1991 | Śnię o Tobie (Sueño contigo)              | –               | –                       |
| 1992 | Kassandra                                 | RCTV            | Ernesto Rangel          |
| 1993 | Amor De Papel                             | Venevisión      | Diego Corral            |
| 1993 | La millonaria Fabiola                     | –               | –                       |
| 1994 | Maria Celeste                             | Venevisión      | Santiago Azpurua        |
| 1995 | Tylko Ty (Como, Tu Ninguna)               | Venevisión      | Raúl de la Peña         |
| 1997 | Sol de Tentacion                          | Venevisión      | José Armando Santalucía |
| 1998 | Paulina (La Usurpadora)                   | Televisa        | Douglas Maldonado       |
| 1998 | Krople miłości (Gotita De Amor)           | Televisa        | Ulises Arredondo        |
| 1999 | Nigdy cię nie zapomnę (Nunca Te Olivarde) | Televisa        | Dr. Leonel Valderrama   |
| 2000 | Mała księżniczka (Carita De Angel)        | Televisa        | Luciano Larios Rocha    |
| 2002 | Mujer, casos de la vida real              | –               | –                       |
| 2002 | Las Vias del Amor                         | Televisa        | Jorge Polanco           |
| 2003 | Nina Amada Mia                            | Televisa        | Mariano Fabregas        |
| 2004 | Serce z kamienia (Mujer de Madera)        | Televisa        | Damian Hidalgo          |
| 2005 | Smak twoich ust                           | Venevisión      | Leonardo Lombardi       |
| 2006 | Los Querendones                           | Venevisión      | Valentin Alcantara      |
| 2007 | Aunque mal paguen                         | Venevisión      | Alejandro Aguerrevere   |
| 2011 | La Viuda Joven                            | Venevisión      | Vespaciano Calderón     |
| 2012 | Mi ex me tiene ganas                      | Venevisión      | Franco Rosas            |
| 2013 | Las Bandidas                              | Televisa y RCTV | Gaspar Infante          |